# ريتشارد فون ميزيس
ريتشارد فون ميزيس (بالألمانية: Richard von Mises) هو عالم رياضيات عمل على ميكانيكا المواد الصلبة وميكانيكا الموائع والديناميكا الهوائية والملاحة الجوية والإحصاء ونظرية الاحتمال.شغل منصب أستاذ جوردون ماكاي للديناميكا الهوائية والرياضيات التطبيقية في جامعة هارفارد. وصف عمله قبل وفاته بقليل قائلاً: "التحليل العملي، المعادلات التكاملية والفرقية، الميكانيكا، الهيدروديناميكا والديناميكا الهوائية، الهندسة الإنشائية، حساب الاحتمالات، الإحصاء والفلسفة

## روابط خارجية
- ريتشارد فون ميزيس على موقع الموسوعة البريطانية (الإنجليزية)